# Eotetranychus frosti
Eotetranychus frosti är en spindeldjursart som först beskrevs av McGregor 1952.  Eotetranychus frosti ingår i släktet Eotetranychus och familjen Tetranychidae. Inga underarter finns listade i Catalogue of Life.